# Базилюк Олександр Філімонович
Олекса́ндр Філімо́нович Базилю́к (нар. 15 березня 1942, м. Чапаєвськ, Самарська область, СРСР — пом. 25 лютого 2012, м. Ялта, Україна) — український політик.

## Життєпис
Народився 15 березня 1942  р. (м. Чапаєвськ, Самарська область, Росія).
Закінчив Московський державний університет імені Ломоносова, там також навчався в аспірантурі (1966–1969) і в докторантурі (1987–1989).
З 1971 року — доцент кафедри філософії Донецького державного університету.
З 1974 р. — член КПРС. В травні 1992 року створив Громадянський конгрес України, пізніше перейменований в Слов'янську партію. Староста «Конгресу російських організацій України» (з 1996 р.), один із засновників «Союзу православних громадян України».
З липня 1995 р. по липень 1998 р. — член Ради співвітчизників при Державній думі Російської Федерації.
Виставляв свою кандидатуру на президентських виборах 1999 року (отримав 0,14 % голосів) і 2004 року (0,03 %). Був делегатом Першого Сєвєродонецького з'їзду в листопаді 2004 року.
На 18-му з'їзді партії (17 квітня 2010 року) вийшов у відставку через хворобу й був вибраний «почесним головою».
Помер 25 лютого 2012 року після важкої і тривалої хвороби.

## Родинні зв'язки
- Батько — Базилюк Філімон Семенович (1911–1992), — інженер-хімік, народився в Житомирській губернії, село Велика Цвіля.
- Мати — Майорова Євдокія Леонтіївна (1917–1997) — уроженка Симбірської губернії.
- Дружина Базилюк (Косенок) Світлана Сергіївна, філолог, викладач англійської і французької мов.
- Діти — Павло, Ксенія, Анастасія і Олександра.

## Наукові праці
- «Соціальна філософія неомарксизму» (1989).